# クリーブランド湾
クリーブランド湾（クリーブランドわん、Cleveland Bay）は、オーストラリア北東部クイーンズランド州の北東海岸に位置する湾。珊瑚海の一部であり、行政上はタウンズビル市（タウンズビル）に属している。
湾の入口は、現在はクリーブランド岬灯台が目印となっているが、以前はマグネティック島のベイ・ロック灯台が目印であった。

## 歴史
クリーブランド湾は、当時イギリス海軍の大尉だったジェームズ・クック（後に大佐）が、第1回航海（1768年 - 1771年）の際に、近傍のクリーブランド岬 (Cape Cleveland)、やマグネティック島とともに命名した。クリーブランド湾は1770年6月6日に命名されたが、これはおそらくは、その少し前まで海軍本部のセクレタリを務めていたジョン・クリーブランド（在任：1751年 - 1763年）を讃えたものであった。ただし、クックの命名は、彼が生まれたイングランド・ヨークシャー州マートン（後のミドルズブラの一部）の近くにあるクリーブランド丘陵にちなんだものであった可能性もある。

## 環境
クリーブランド湾沿いには、カジノを併設するような高級ホテルが立地するなど、ノース・クイーンズランド最大の都市であるタウンズビルの市街地が広がっているが、他方ではマングローブの広がる場所もある。しかし、クリーブランド湾で調査されたアオウミガメの血中には、高濃度のコバルトが含有されていることが明らかになっており、タウンズビルに立地する金属加工業との関連が示唆されている。